# Emilia Nova
Emilia Nova (Giacarta, 13 agosto 1995) è un'ostacolista indonesiana.

## Palmarès
| Anno | Manifestazione                    | Sede           | Evento    | Risultato | Prestazione | Note                                     |
| ---- | --------------------------------- | -------------- | --------- | --------- | ----------- | ---------------------------------------- |
| 2013 | Campionati SEA giovanili          | Ho Chi Minh    | 100 m hs  | Oro       | 14"29       |                                          |
| 2013 | Campionati SEA giovanili          | Ho Chi Minh    | 4×100 m   | Bronzo    | 47"28       |                                          |
| 2013 | Campionati asiatici               | Pune           | 100 m hs  | Finale    | dns         |                                          |
| 2013 | Giochi della solidarietà islamica | Palembang      | 100 m hs  | 5ª        | 14"41       |                                          |
| 2014 | Campionati asiatici juniores      | Taipei         | 100 m hs  | 4ª        | 14"27       |                                          |
| 2014 | Campionati asiatici juniores      | Taipei         | 4×100 m   | 6ª        | 46"80       |                                          |
| 2015 | Giochi Sud-Est asiatico           | Singapore      | 100 m hs  | 4ª        | 13"78       |                                          |
| 2017 | Giochi Sud-Est asiatico           | Kuala Lumpur   | 100 m hs  | 6ª        | 14"52       |                                          |
| 2017 | Giochi Sud-Est asiatico           | Kuala Lumpur   | Eptathlon | Argento   | 5386 p.     |                                          |
| 2018 | Giochi asiatici                   | Giacarta       | 100 m hs  | Argento   | 13"33       |                                          |
| 2019 | Campionati asiatici               | Doha           | 100 m hs  | Batteria  | 13"70       | Miglior prestazione personale stagionale |
| 2019 | Universiadi                       | Napoli         | 100 m hs  | Batteria  | 14"19       |                                          |
| 2019 | Giochi Sud-Est asiatico           | New Clark City | 100 m hs  | Oro       | 13"61       |                                          |